# Feusisberg
Feusisberg ist eine politische Gemeinde im Bezirk Höfe des Kantons Schwyz in der Schweiz. Zu Feusisberg gehören auch die Orte Schindellegi und Biberbrugg.

## Geographie
Die Gemeinde Feusisberg befindet sich auf einer Höhenterrasse am Etzel. Am Einschnitt, den die Sihl sich zwischen Etzel und Höhronen geschaffen hat, liegt der Ort Schindellegi. Ein Drittel der Gemeindefläche ist bewaldet. Am Höhronen findet sich ein Dreikantonseck (Schwyz, Zug und Zürich) ().

## Geschichte
Die strategische Lage des Ortes Schindellegi am nordöstlichen Zugang zur Innerschweiz und dem Sattel wirkte sich vom Mittelalter bis ins 20. Jahrhundert auf die Geschichte der Gemeinde aus. Der Ort liegt auch am Jakobsweg und war in der Vergangenheit ein Durchgangsort für die Pilger nach Santiago de Compostela.
Der Ort Schindellegi wird als Schindel-Lagerplatz 1220 erstmals erwähnt. Im 13. Jahrhundert wird Feusisberg als «Uffenberge» erwähnt. Der Name des Ortes (im 16. Jahrhundert «Fessiskilch» geschrieben) leitet sich vom Geschlecht der Feusi ab.
Im alten Zürichkrieg zwischen 1439 und 1450 wird Schindellegi zweimal durch Truppen besetzt. Desgleichen geschieht während der beiden Kappelerkriege 1529 und 1531 durch Schwyzer.
1620 regelt der Schindellegi-Brief den Warenverkehr durch den Übergang nach Sattel.
Weitere Besetzungen von Schindellegi erfolgten im Ersten Villmerger Krieg (1656) und im Zweiten Villmerger Krieg (1712). Nach dem Aufstand der Fünf Orte gegen die Helvetische Republik (1798) und der Besetzung der Ostschweiz durch die Österreicher und Russen (1799) wurden Schindellegi und Feusisberg von französischen Truppen verwüstet.
Aus den Dörfern Feusisberg und Schindellegi wird 1848 die politische Gemeinde Feusisberg gegründet. In den 1860er-Jahren erhielt das Dorf Feusisberg erstmals eine gute Strassenanbindung und entwickelte sich zu einem beliebten Luft- und Molkekurort. 1857 wurde das Kurhaus Feusisgarten gebaut, 1859 das "Hotel und Pension zur frohen Aussicht" (Abbruch 2008), wenig später das Gasthaus "Feusisberg" (Dorfstrasse 40) und 1898 das Hotel Schönfels (Abbruch 1986, heute Hotel Panorama). 1901 wurde auf dem Etzel eine Gaststätte mit Aussichtsturm errichtet.
Mit dem Bau einer Baumwollspinnerei in Schindellegi 1869 erhält die Wirtschaft einen weiteren Aufschwung, der 1877 durch den Anschluss von Schindellegi an die Wädenswil-Einsiedeln-Bahn, die heute zur Schweizerischen Südostbahn (SOB) gehört, noch verstärkt wird.
Beim Bau des Schweizer Réduit werden von 1939 bis 1945 mit der Sperrstelle Schindellegi starke Befestigungen im Gemeindegebiet angelegt. 2004 wurde der Höhronenturm gesprengt.
Feusisberg zählt aufgrund erstklassiger Infrastruktur, Dorfidylle, aktivem Gemeindeleben und europaweit bekanntem tiefem Steuerfuss zur beliebten Destination für die Wirtschaftselite.

### Bevölkerung
Der grösste Teil der Bevölkerung wohnt in Schindellegi. Durch die guten Verkehrsverbindungen nach Zürich, Rapperswil und Schwyz leben auch viele Pendler in der Gemeinde Feusisberg.
Stand der Einwohner am 31. Dezember 2017:

Feusisberg: 1678 

Schindellegi: 3621

#### Bevölkerungsentwicklung
| Jahr      | 1743 | 1799 | 1833 | 1850 | 1870 | 1880 | 1888 | 1900 | 1910 | 1920 | 1930 | 1941 | 1950 |
| Einwohner | 649  | 110  | 1099 | 991  | 1221 | 1241 | 1348 | 1276 | 1348 | 1543 | 1572 | 1627 | 1654 |
| Jahr      | 1960 | 1970 | 1980 | 1990 | 2000 | 2010 | 2011 | 2012 | 2013 | 2014 | 2015 | 2016 | 2017 |
| Einwohner | 1761 | 2173 | 2829 | 3178 | 3843 | 4800 | 4848 | 4993 | 4972 | 5031 | 5203 | 5292 | 5299 |

## Wappen
Die beiden Raben im Wappen erinnern an die Einsiedler Sage des Meinrad von Einsiedeln (Mönch, † 861). Die weissen Jakobsmuscheln symbolisieren den Kirchenpatron, Jakobus den Älteren.

## Sehenswürdigkeiten
Landschaftlich markante und kunsthistorisch wertvolle Sehenswürdigkeiten sind die neubarocke St.-Anna-Kirche (Schindellegi) und die spätbarocke Kirche St. Jakobus (Feusisberg). Die letztere wurde 1785 geweiht und verfügt über ein ungewöhnliches, gegen Reformation und Aufklärung gerichtetes ikonographisches Programm.

## Wirtschaft
Im Ort Schindellegi haben sich bereits im 19. Jahrhundert eine Spinnerei und andere von der Wasserkraft der Sihl abhängige Firmen angesiedelt. Entlang des Flusslaufs entstand so ein kleines Industriegebiet, in dem sich heute verschiedene Gewerbebetriebe einmieten. Aus steuerlichen Gründen haben auch Grossfirmen den Hauptsitz nach Schindellegi verlegt. Dort befindet sich der Sitz des Transport- und Logistikkonzerns Kühne + Nagel und der Kühne-Stiftung.

## Persönlichkeiten
- David Degen, (* 1984), Unternehmer und ehemaliger Fussballspieler
- Alfred Vogel (1902–1996), Heilpraktiker und Pharma-Unternehmer, gestorben in Feusisberg.
- Josef Nauer (1906–1987), Holzbildhauer
- Jakob Bürgi (* 1934), Politiker (CVP), geboren in Feusisberg.
- Maja Brunner (* 1951), Sängerin, lebt in Schindellegi.[10]
- Carlo Brunner (* 1955), Komponist und Kapellmeister mit musikalischem Schwerpunkt Ländler, lebt in Schindellegi.
- Peter Marvey (* 1971), Zauberkünstler und Illusionist, zaubert in seinem Magic House in Feusisberg, Ortsteil First.
- Martina Hingis (* 1980), Tennisspielerin

## Bilder

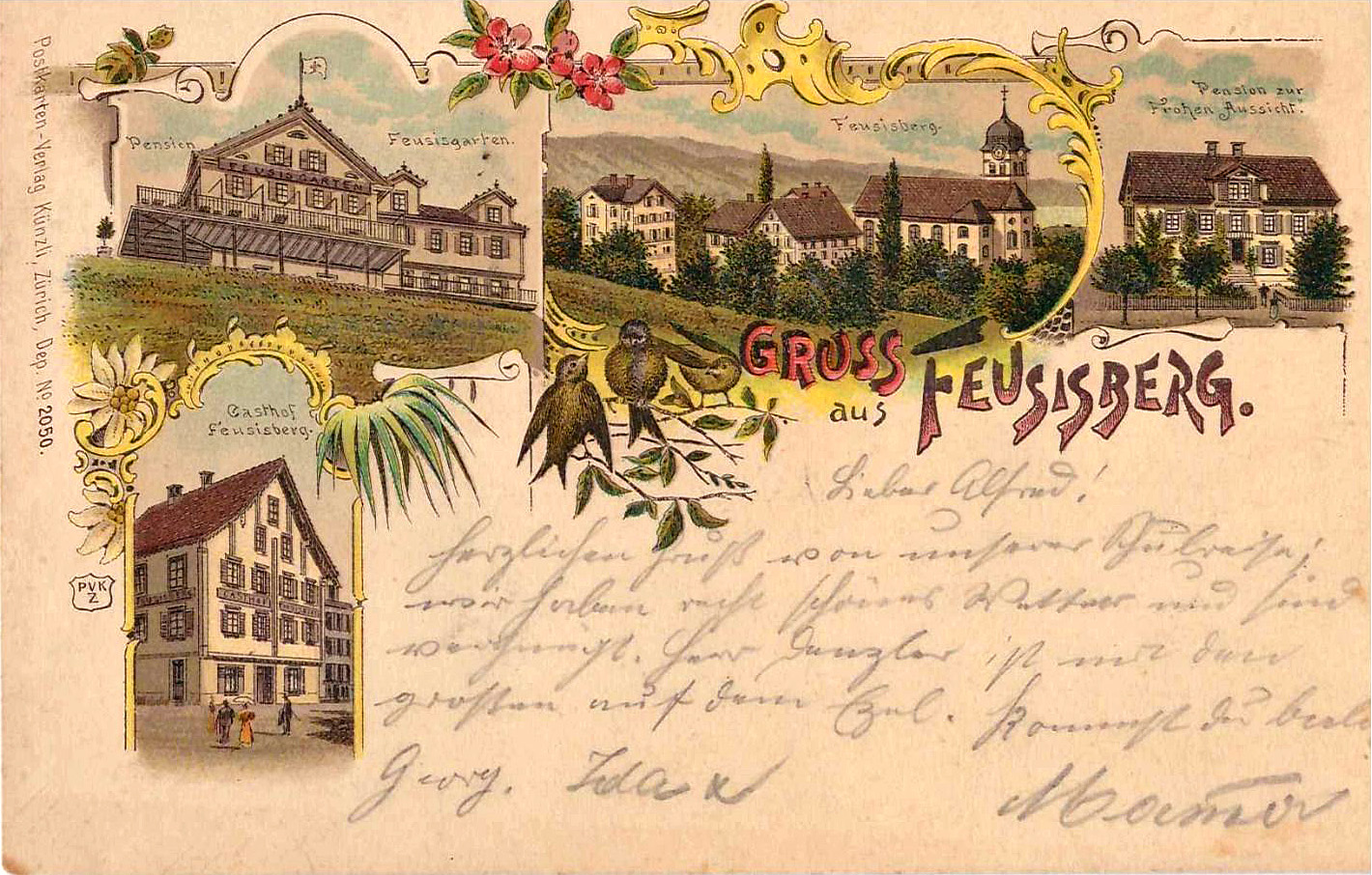
Ansichtskarte von Feusisberg, 1907
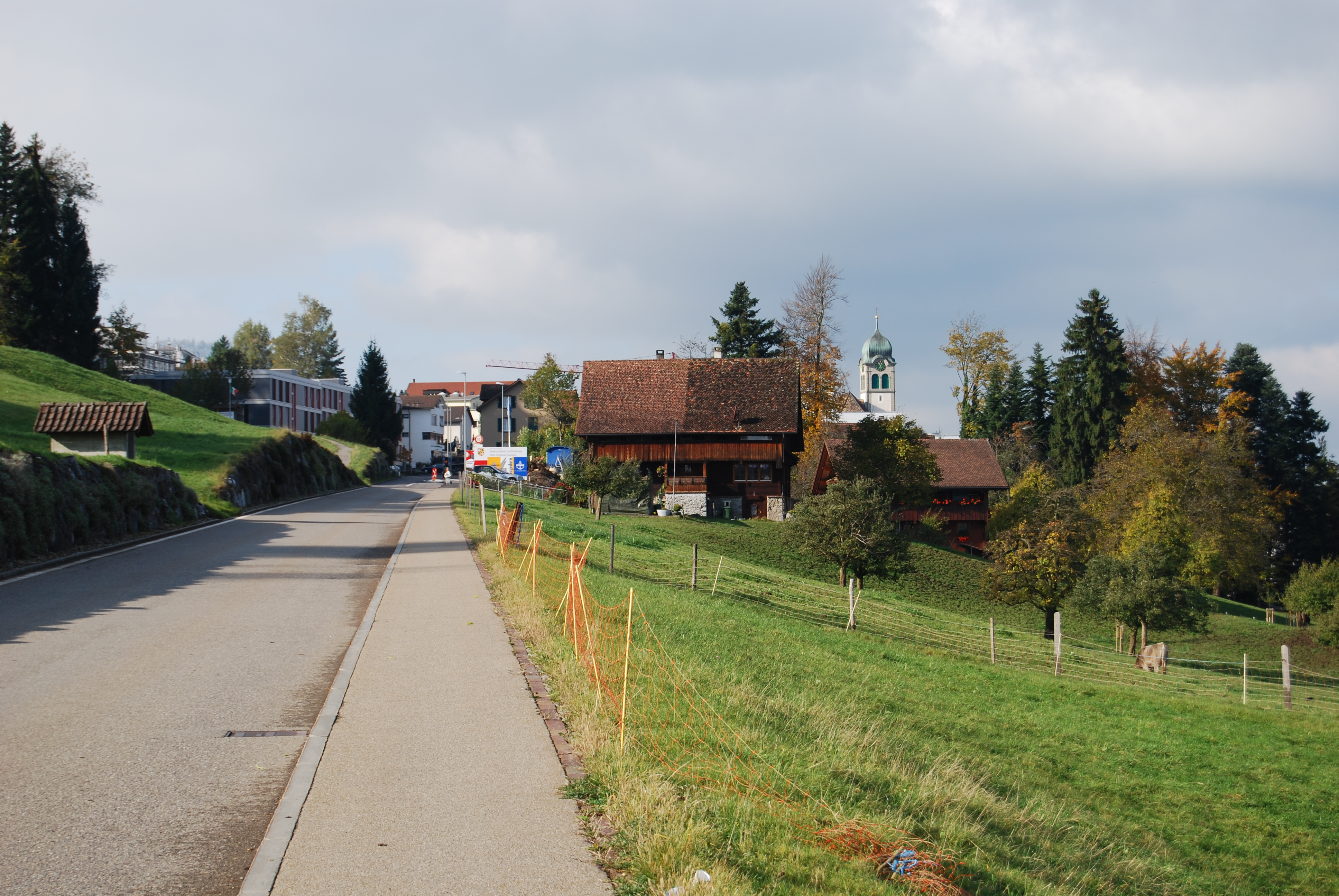
Feusisberg von der Strasse nach Pfäffikon aus gesehen
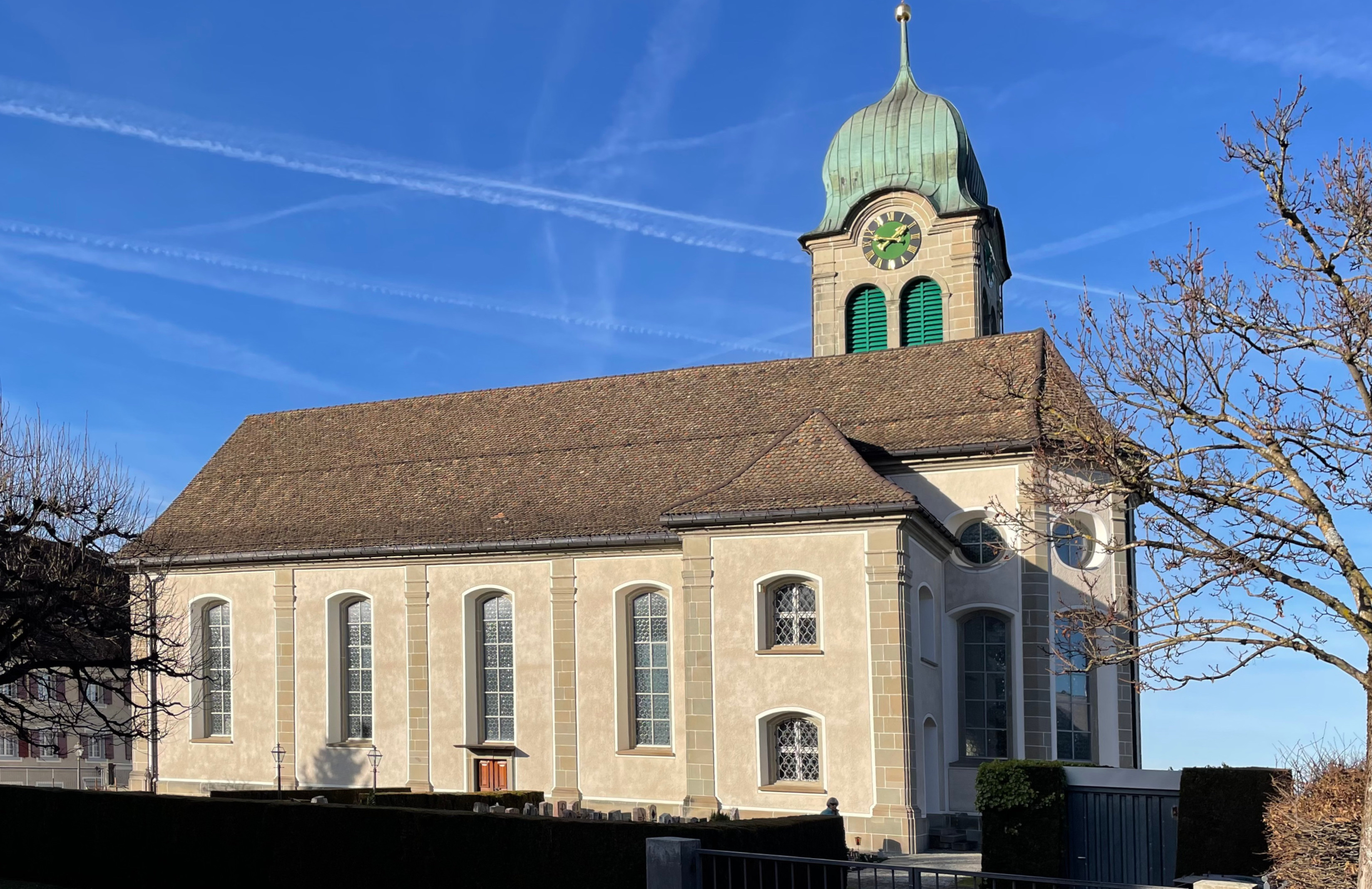
Katholische Kirche Feusisberg
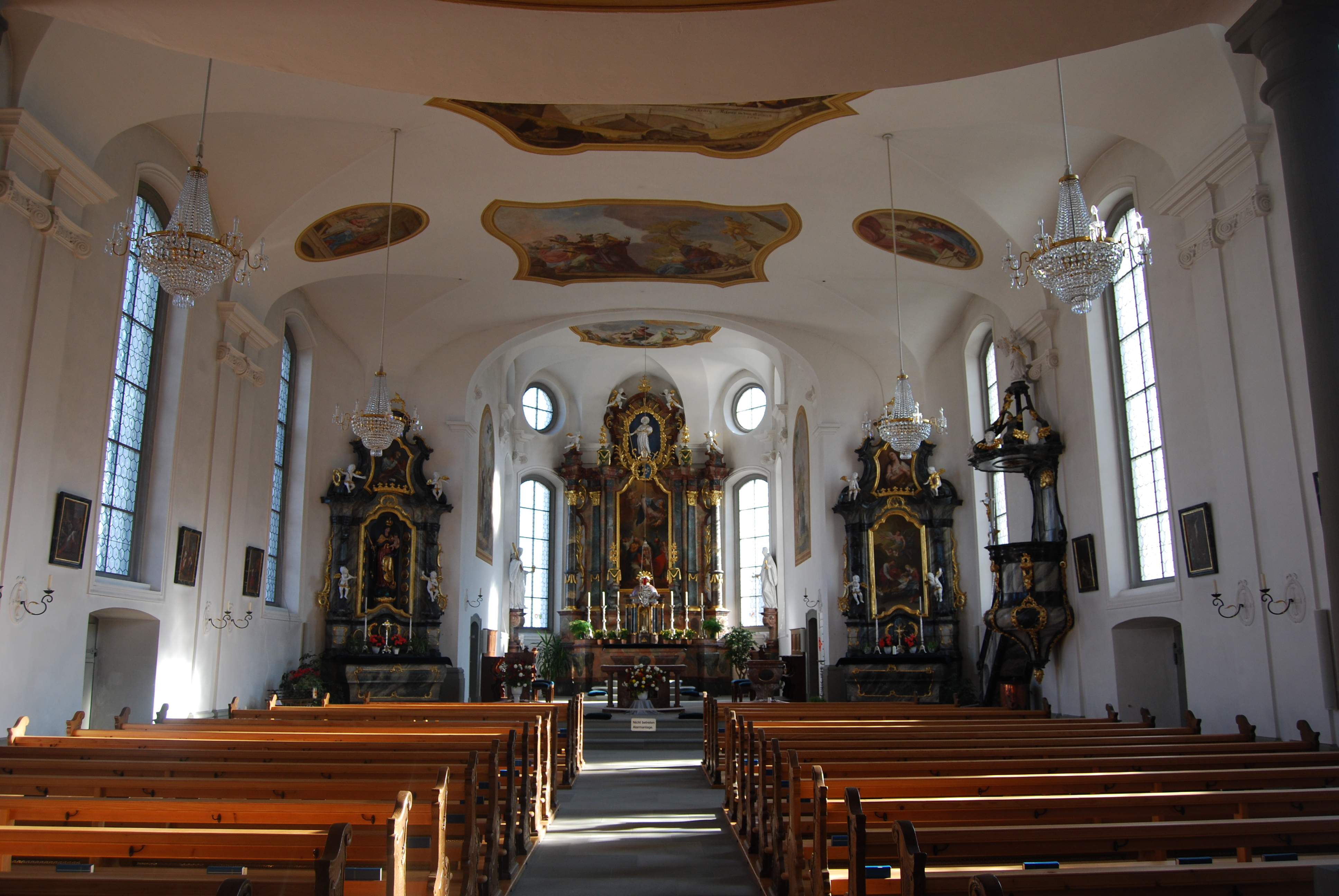
Innenansicht der katholischen Kirche Feusisberg
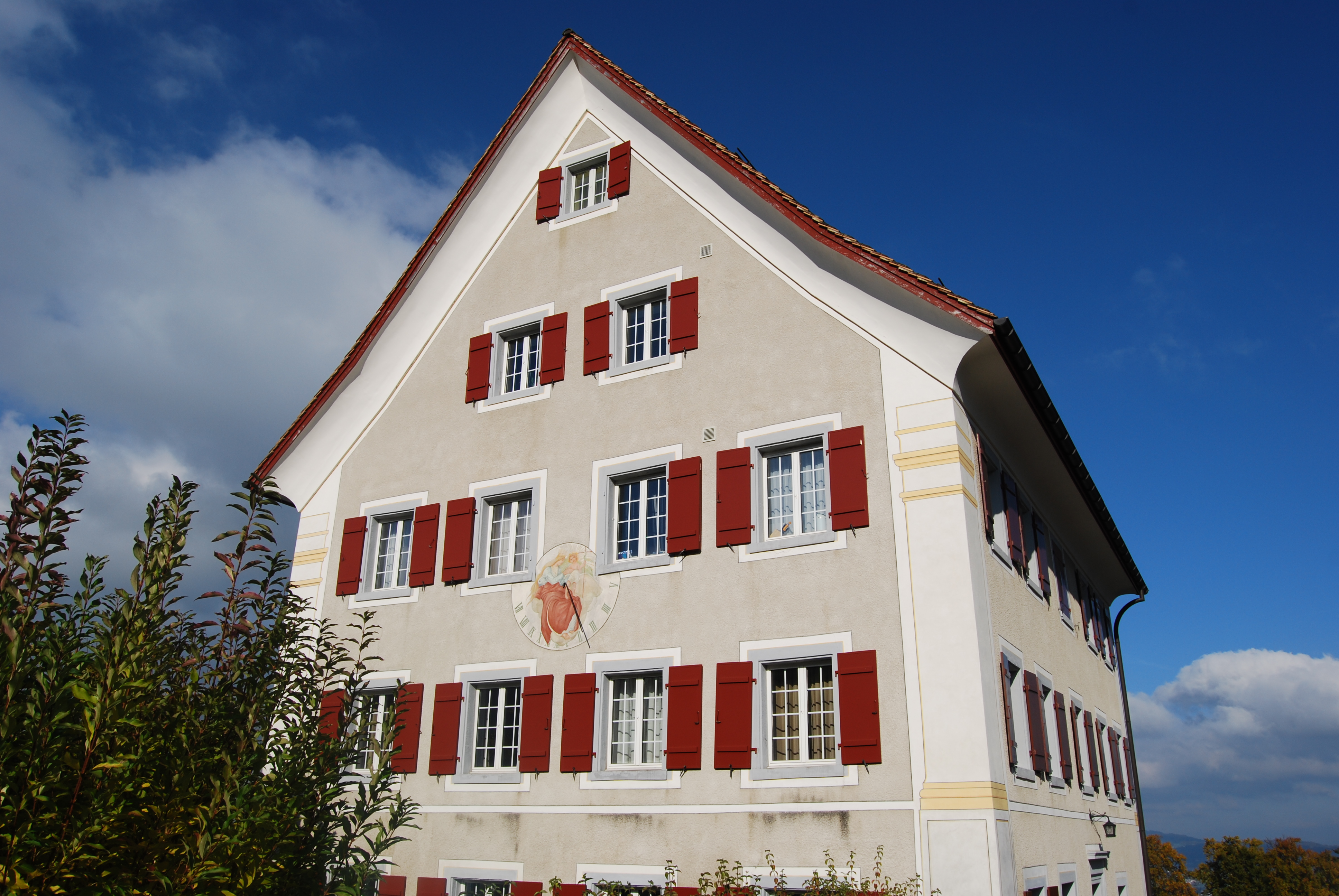
Pfarrhaus mit Sonnenuhr in Feusisberg
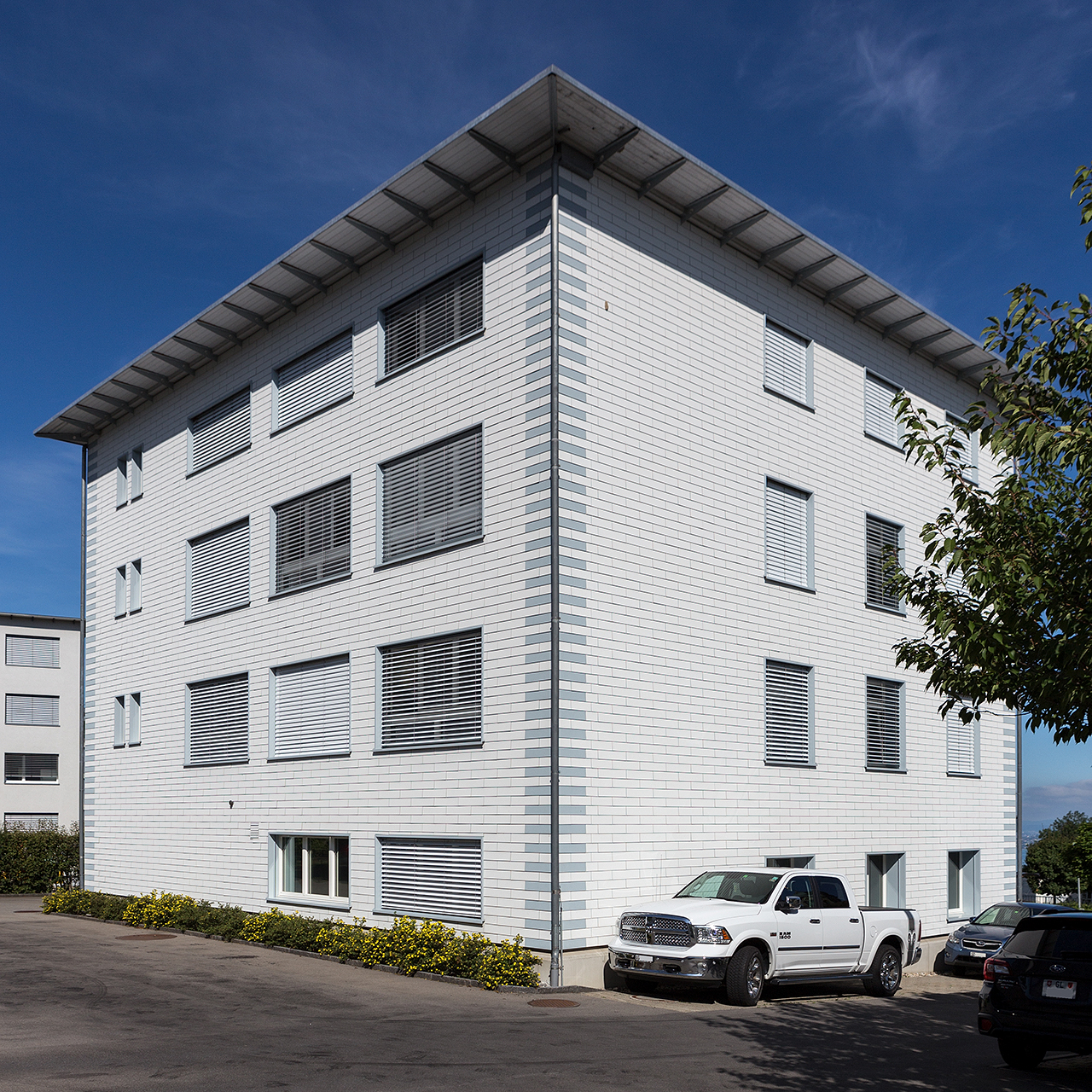
Gemeindehaus
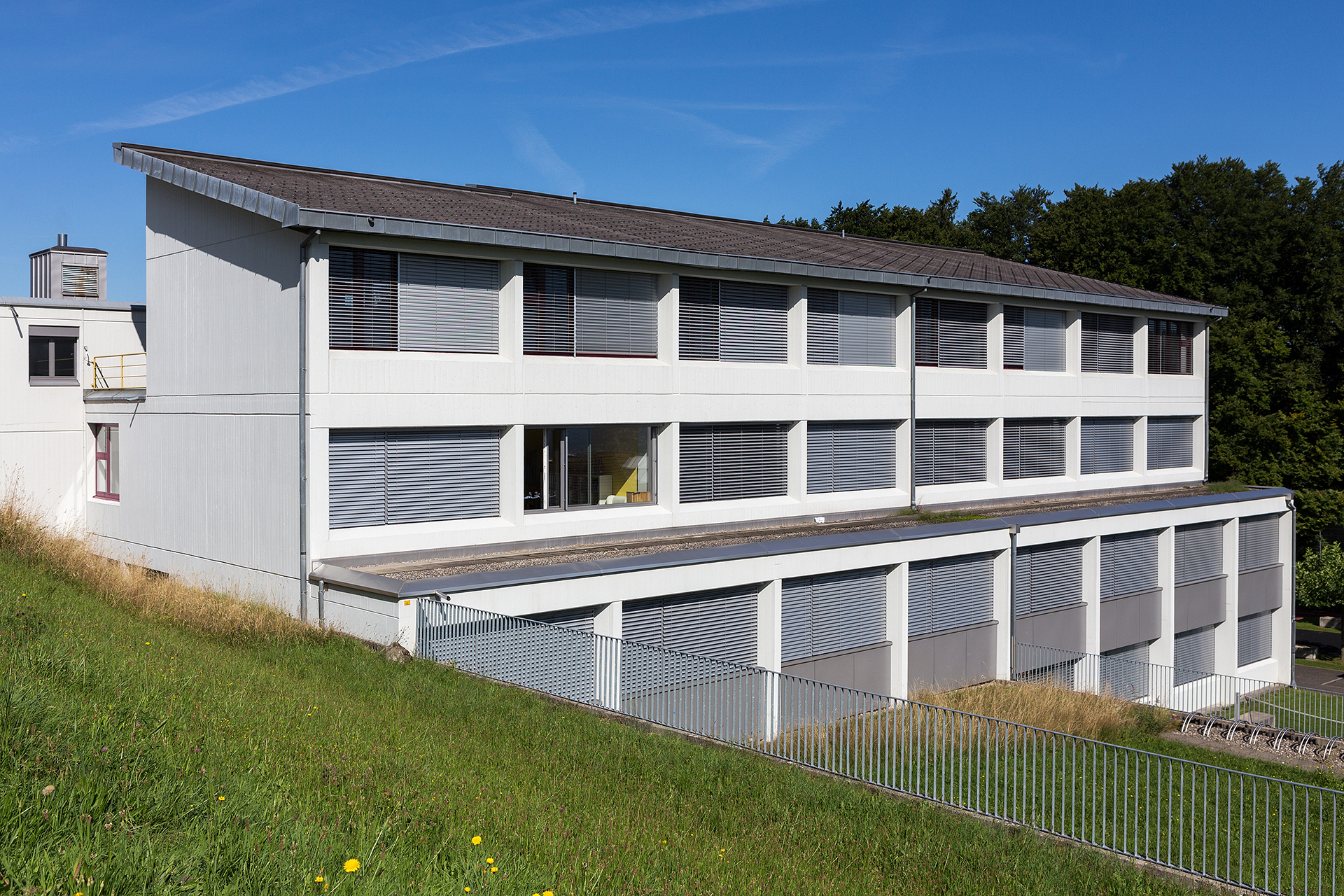
Schulhaus
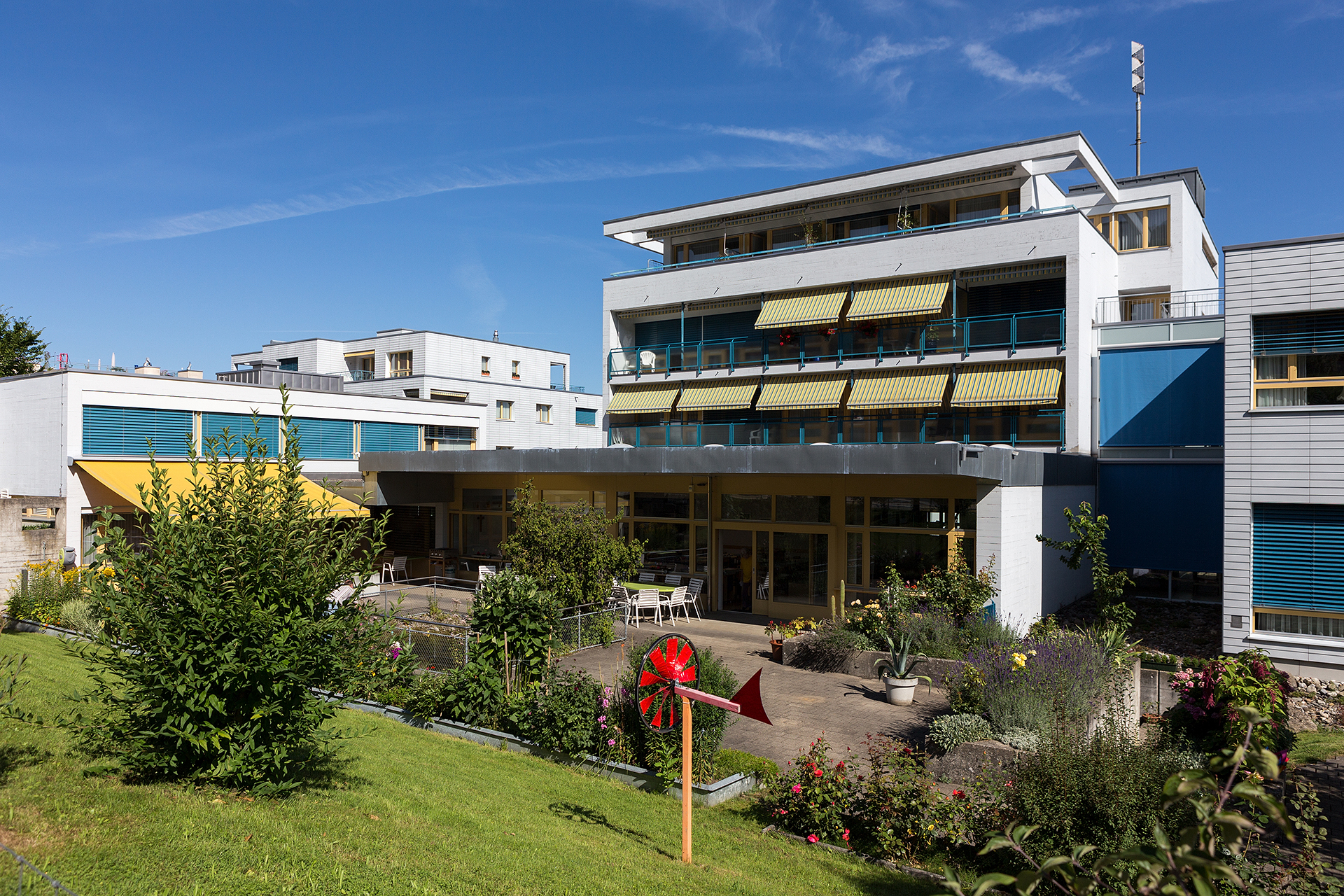
Alterszentrum
Hotel Schönfels, Fotografie zwischen 1918 und 1937